# Ferenczi István (citerakészítő)
Ferenczi István (Földeák, 1928. – Budapest, 2009.) népi iparművész, népi hangszerkészítő.

## Élete
Gyermekkorától kezdve vonzotta a zene, ezen belül is a hegedű és a citera. Először hegedülni tanult édesapja hatására, aki maga is ezen a hangszeren játszott. Fiatalságát már Budapesten töltötte, ahol elvégezte az Ybl Miklós Felsőfokú Építőipari Technikum mélyépítési szakát, így a fővárosban is helyezkedett el, mint mélyépítő tervező.
Korai nyugdíjazása után kezdte el kitanulni a citerakészítést, melynek gyökereit szülőfalujából, Földeákról hozta magával. Autodidakta módon eljutott odáig, hogy hangszereit lezsűriztette és 1993. június 3-án megszerezte a népi iparművész igazolványt (1002-es sorszámmal). Citeráit népművészeti boltokban (pl. a budapesti Folkart Centrum), a Konsumex által Frankfurtban rendezett kiállításon és saját maga is értékesítette, így hangszerei eljutottak a világ minden tájára.
Budapest több, turisták által látogatott helyszínen is játszott – a Várban, a Pesti Vigadó közelében, a Váci utcában, stb. –, ezzel is népszerűsítve a magyar népzenét és hangszereket. Citerán kívül faragott fokosokat, karikás ostort is készített. Gyakran hangoztatta: „Szívvel, lélekkel csináltam Őket, de örülök, mert a fának is van lelke”.

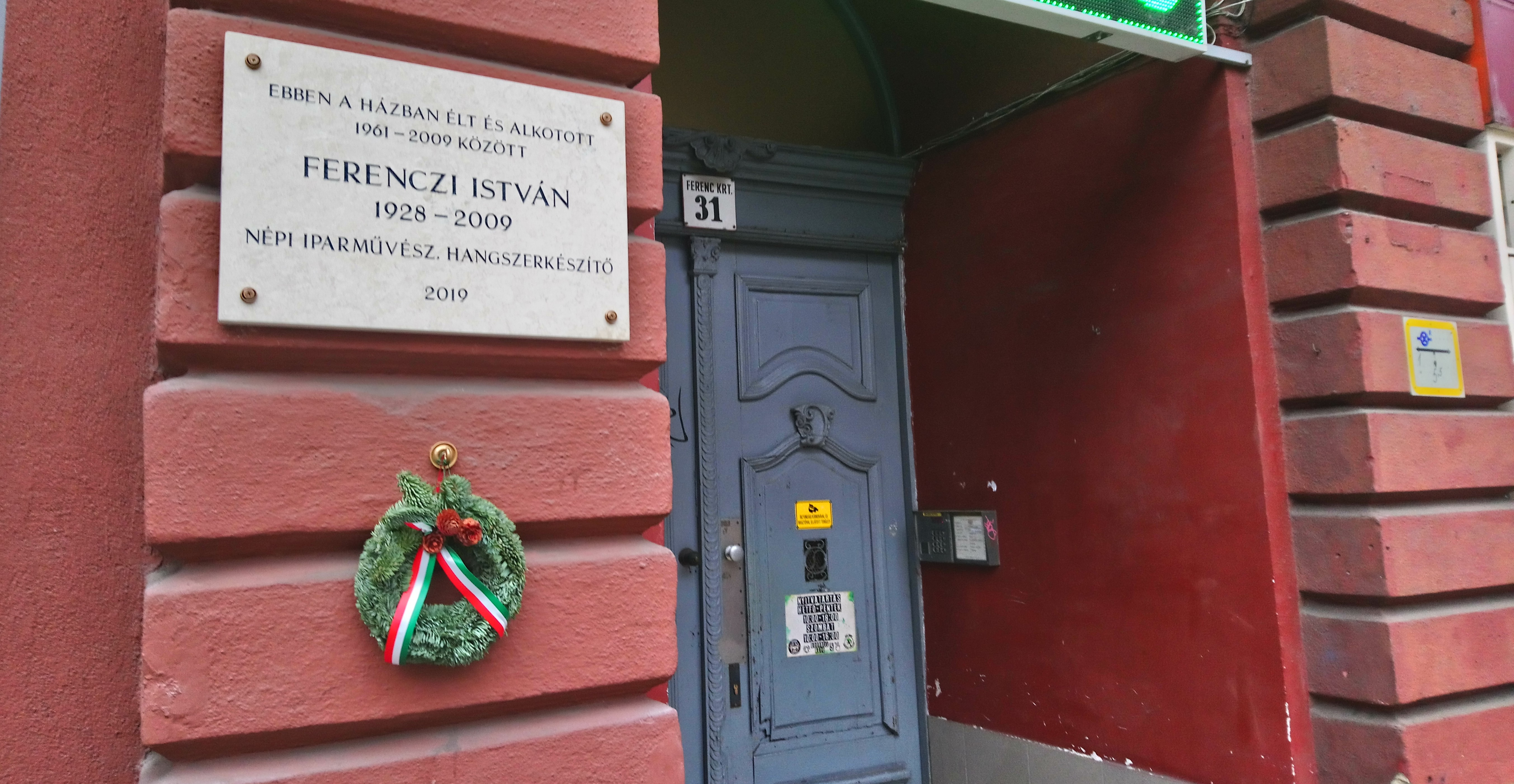
Emléktáblája a Ferenc körút 31-nél

2019-ben Budapest IX. kerületében emléktáblát helyeztek el a ház falán, ahol élt és alkotott.

## Főbb díjai
- Id. Kapoli Antal emlékére meghirdetett XXVI. Országos Faragó Pályázaton III. díjban részesült Balatonlellén – 2001. június 16-án
- VII. Országos Népi Mesterségek Művészete pályázatán elnyerte a Népművészeti Egyesületek Szövetsége Különdíját Kecskeméten – 2003. október 18-án
- Különdíjban részesült a kecskeméti Iparművészeti Múzeum által hetedszer meghirdetett „A népi mesterség művészete” pályázaton – 2004.[3]